# یواس‌اس سیبلی (ای‌پی‌ای-۲۰۶)
یواس‌اس سیبلی (ای‌پی‌ای-۲۰۶) (به انگلیسی: USS Sibley (APA-206)) یک کشتی بود که طول آن ۴۵۵ فوت (۱۳۹ متر) بود. این کشتی در سال ۱۹۴۴ ساخته شد.